# Henry Condell
Henry Condell (va ser batejat a finals de 1757 a St. Martin in the Fields, Londres - Cave House, Battersea, 24 de juny de 1824) fou un violinista i compositor anglès, fill de John Condell i la seva companya Ann Wilson.
Va actuar per primera vegada en públic en 1771, en el clavecí. Cap a 1800, Condell era un destacat membre de les orquestres del Her Majesty's Theatre, Drury Lane i Covent Garden.
Va escriure diverses obertures i una farsa titulada Who Winds, que aconseguí molt d'èxit.